# Typhlops madgemintonae
Typhlops madgemintonai là một loài rắn trong họ Typhlopidae. Loài này được Khan miêu tả khoa học đầu tiên năm 1999.